# Félix Nazar
Félix Antonio Nazar (Chumbicha, 1922-Buenos Aires, 27 de mayo de 1953) fue un abogado, docente, político y magistrado argentino del Partido Peronista, que se desempeñó como interventor federal de la provincia de Catamarca en dos ocasiones (1949 y 1949-1952).

## Biografía
Era oriundo de Chumbicha (departamento Capayán, Catamarca), descendiente de árabes libaneses. Se desempeñó como docente en la escuela 80 de Catamarca. En 1946, se recibió de abogado en la Facultad de Derecho de la Universidad Nacional de Córdoba.
Adhirió al peronismo y fue elegido a la Cámara de Diputados de la Provincia de Catamarca, desempeñándose como presidente del cuerpo. Fue elegido convencional constituyente, participando en la reforma constitucional de 1949. Fue secretario de la convención y secretario de la comisión de Poder Legislativo y Poder Ejecutivo.
Entre marzo y junio de 1949 fue brevemente interventor federal de la provincia de Catamarca. En noviembre de 1949, el presidente Juan Domingo Perón lo designó por segunda vez como interventor, removiendo de su cargo a Vicente Saadi, quien al poco tiempo iría a prisión, en el marco de una interna del peronismo en la provincia y conflictos para elegir un senador nacional. El poder legislativo provincial fue disuelto y Nazar quedó también a cargo del Partido Peronista catamarqueño, expulsando a Saadi del mismo.
En materia de obra pública, se inauguró el barrio Eva Perón en la capital provincial, un hospital de niños y un hogar escuela, además de instalaciones educativas en otras ciudades de la provincia. En materia energética, en 1950 se inauguró el dique El Jumeal y se construyeron usinas termoeléctricas. En el ámbito de la administración pública, se crearon las direcciones provinciales de Turismo, de Rentas, de Salud Pública y de Cultura; además de crearse la Caja de Jubilaciones y Pensiones provincial. Se mantuvo en el cargo hasta las elecciones de 1951, en las que fue elegido Armando Casas Nóblega como gobernador.
Tras su paso por la gobernación, fue designado juez de Cámara Nacional de Apelaciones y vocal de la Cámara Nacional de Apelaciones de Paz de la Capital Federal.
También se dedicó a la poesía. Falleció en Buenos Aires en 1953, a los 31 años.
Una escuela de Chumbicha lleva su nombre.

## Obra
- Eva Perón, su vocación y su mística (1951).[15]